# Platanthera chapmanii
Platanthera chapmanii là một loài thực vật có hoa trong họ Lan. Loài này được (Small) Luer miêu tả khoa học đầu tiên năm 1972.